# Boussou la tmessou
Le boussou la tmessou  est une pâtisserie traditionnelle algérienne très fondante au citron. Elle est préparée à base de graines de sésame grillées et de vanille, puis parfumée d'un sirop à l'eau de fleur d'oranger et glacée au sucre glace. Elle fait partie de l'une des rares pâtisseries algériennes ne contenant pas d'amandes.

## Origine et étymologie
Cette pâtisserie est originaire de la ville d'Alger. Son nom, quant à lui, provient de l'arabe algérien, signifiant « embrasse-le sans le toucher », car elle s'effrite facilement et fond instantanément en bouche.